# 裴汝宰
裴汝宰，字可變，福建清流縣人，明末官員。

## 生平
裴汝宰自幼好學，讀書日夜不輟，博覽群書，過目成誦。崇禎十二年（1639）舉福建鄉試第三名。曾官漢川縣知縣。以孝聞名。民國《清流縣志》有傳。